# Antonio Carlos Assumpção
Antonio Carlos de Assumpção(Tietê, 30 de enero de 1872 — São Paulo, 15 de mayo de 1952) fue un abogado y político brasileño. Estuvo casado con Julieta de Souza Queiroz de Assumpção, nieta del Barón de Souza Queiroz.
Entre 1926 y 1928 así como en 1929 fue presidente de la Asociación Comercial de São Paulo. Fue alcalde de São Paulo entre el 22 de agosto de 1933 y el 6 de septiembre de 1934, designado por el interventor federal del estado de São Paulo